# Cavargna
Cavargna ist eine norditalienische Gemeinde in der italienischen Provinz Como in der Region Lombardei.

## Lage und Einwohner
Die  170 Einwohner (Stand 31. Dezember 2023) zählende Gemeinde Cavargna liegt rund 57 Straßenkilometer nördlich von der Provinzhauptstadt Como im Val Cavargna an der Strada provinciale 11 zwischen San Nazzaro Val Cavargna und Val Rezzo. Sie bedeckt eine Fläche von 14,98 km² und grenzt zum größten Teil an den Schweizer Kanton Tessin. Durchflossen wird das Dorf vom Cuccio. In der Gemeinde Cavargna liegen die Ortsteile (Fraktionen) Segalè, Mondrago, Vegna, Dosso-Finsuè und San Lucio. Cavargna gilt als höchstgelegene Gemeinde in der Provinz Como.
Die Nachbargemeinden sind Lugano (Schweiz), Ponte Capriasca (Schweiz), San Nazzaro Val Cavargna, Bellinzona (Schweiz) und Val Rezzo.

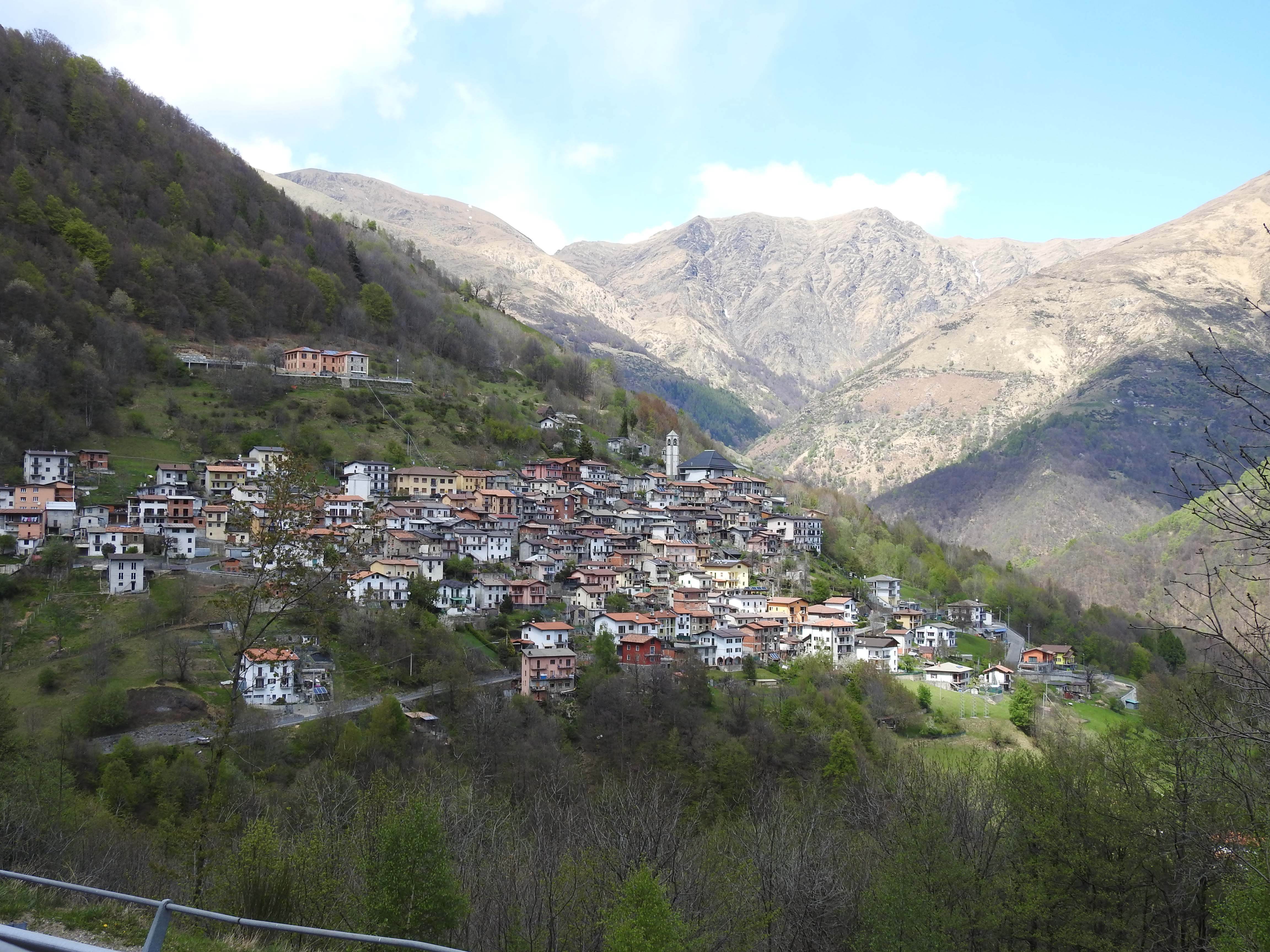
Cavargna von Süden

### Bevölkerungsentwicklung
- Fusion mit San Nazzaro im Jahr 1812.

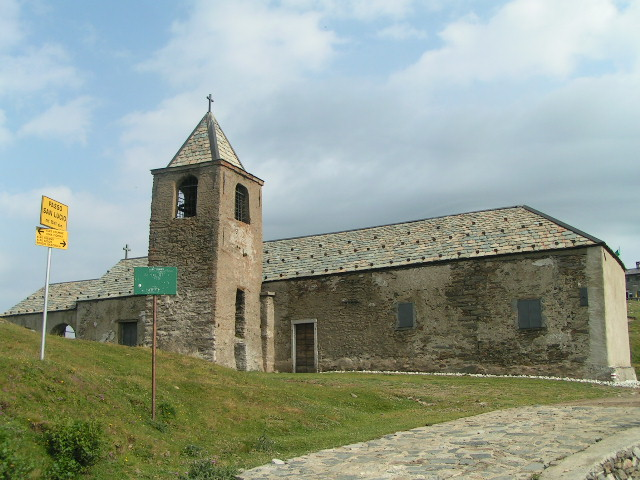
Wallfahrtskirche San Lucio

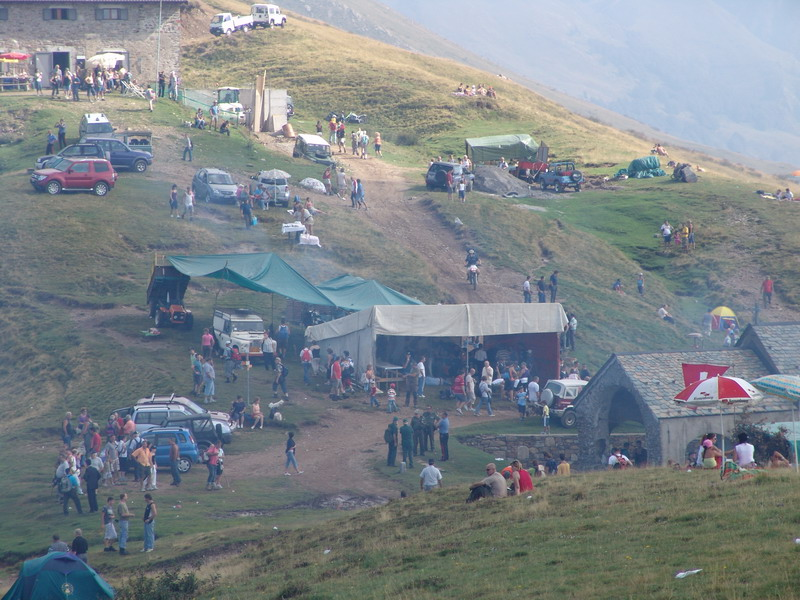
Fest an der Wallfahrtskirche San Lucio

## Sehenswürdigkeiten
- Kirche San Lorenzo (Glockenturm)[2]
- Romanische Wallfahrtskirche San Lucio (13. Jahrhundert) auf dem Passo San Lucio[3]
- Ethnographisches Museo della valle[4]